# Hydrotropizm

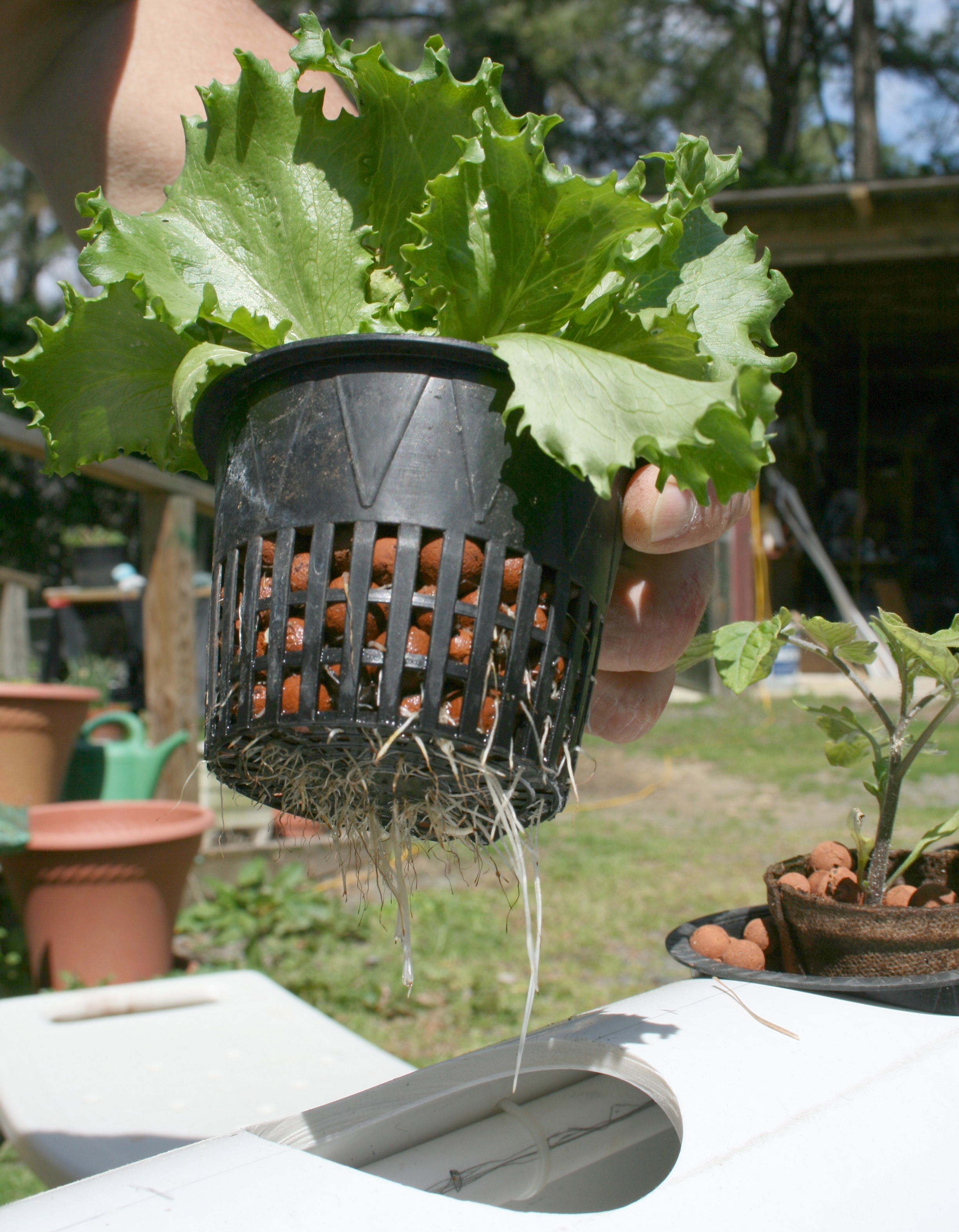
Hydrotropizm w hodowli hydroponicznej

Hydrotropizm – tropizm wywołany działaniem wody na rośliny. Rodzaj chemotropizmu. Polega na wygięciu i kierunkowym wzroście części roślin wrażliwych na nasycenie wodą (parą wodną) – korzeni, ryzoidów itp. Hydrotropizm dodatni skutkuje przesuwaniem i dalszym wzrostem narządu w kierunku źródła wody. Podstawowym miejscem odbierania bodźca jest wierzchołek korzenia.